# Fayetteville (Ohio)

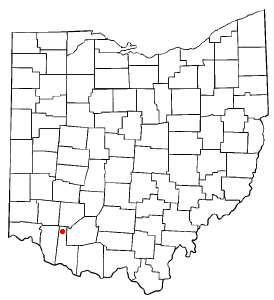
Fayetteville na planie stanu Ohio

Fayetteville – wieś w USA, w stanie Ohio, w hrabstwie Brown.
Liczba mieszkańców w 2000 roku wynosiła 330, a w roku 2012 wynosiła 326.